# آی.سی.یو. (فیلم)
آی. سی.یو. (انگلیسی: I.C.U.) یک فیلم دلهره آور استرالیایی در سال ۲۰۰۹ است که توسط آش آرون کارگردانی شده‌است. این فیلم داستان سه شخص بی حوصله را روایت می‌کند که پس از فیلمبرداری و جاسوسی از همسایگان خود، مورد هدف قاتل‌های زنجیره‌ای قرار می‌گیرند. در این فیلم مارگو رابی به ایفای نقش می‌پردازد. این فیلم در ژوئیه ۲۰۰۷ در براود بیچ، کوئینزلند فیلمبرداری شد.